# Saint-Frajou
Saint-Frajou là một xã ở tỉnh Haute-Garonne vùng Occitanie tây nam nước Pháp. Xã Saint-Frajou nằm ở khu vực có độ cao trung bình 500 mét trên mực nước biển.